# Карніс-Пойнт Тауншип (Нью-Джерсі)
Карніс-Пойнт Тауншип (англ. Carneys Point Township) — селище (англ. township) в США, в окрузі Салем штату Нью-Джерсі. Населення — 8637 осіб (2020).

## Демографія
Згідно з переписом 2010 року, у селищі мешкало 8049 осіб у 3264 домогосподарствах у складі 2032 родин. Було 3502 помешкання
Расовий склад населення:
| - 74,1 % — білих - 16,9 % — чорних або афроамериканців - 0,8 % — азіатів - 0,2 % — корінних американців - 5,7 % — осіб інших рас |

До двох чи більше рас належало 2,3 %. Частка іспаномовних становила 11,2 % від усіх жителів.
За віковим діапазоном населення розподілялося таким чином: 20,1 % — особи молодші 18 років, 61,2 % — особи у віці 18—64 років, 18,7 % — особи у віці 65 років та старші. Медіана віку мешканця становила 43,2 року. На 100 осіб жіночої статі у селищі припадало 90,2 чоловіків;  на 100 жінок у віці від 18 років та старших — 85,3 чоловіків також старших 18 років.
Середній дохід на одне домашнє господарство  становив 67 468 доларів США (медіана — 53 474), а середній дохід на одну сім'ю — 78 780 доларів (медіана — 66 151). Медіана доходів становила 53 625 доларів для чоловіків та 41 517 доларів для жінок. За межею бідності перебувало 12,4 % осіб, у тому числі 21,4 % дітей у віці до 18 років та 8,0 % осіб у віці 65 років та старших.
Цивільне працевлаштоване населення становило 3322 особи. Основні галузі зайнятості: освіта, охорона здоров'я та соціальна допомога — 17,5 %, виробництво — 14,5 %, транспорт — 12,0 %, роздрібна торгівля — 10,4 %.